# Atletica leggera ai Giochi panamericani
L'atletica leggera è uno degli sport dei Giochi panamericani, che si disputano con cadenza quadriennale a partire dal 1951.

## Edizioni
| Ed.  | Anno | Città             | Nazione         |
| ---- | ---- | ----------------- | --------------- |
| I    | 1951 | Buenos Aires      | Argentina       |
| II   | 1955 | Città del Messico | Messico         |
| III  | 1959 | Chicago           | Stati Uniti     |
| IV   | 1963 | San Paolo         | Brasile         |
| V    | 1967 | Winnipeg          | Canada          |
| VI   | 1971 | Cali              | Colombia        |
| VII  | 1975 | Città del Messico | Messico         |
| VIII | 1979 | San Juan          | Porto Rico      |
| IX   | 1983 | Caracas           | Venezuela       |
| X    | 1987 | Indianapolis      | Stati Uniti     |
| XI   | 1991 | L'Avana           | Cuba            |
| XII  | 1995 | Mar del Plata     | Argentina       |
| XIII | 1999 | Winnipeg          | Canada          |
| XIV  | 2003 | Santo Domingo     | Rep. Dominicana |
| XV   | 2007 | Rio de Janeiro    | Brasile         |
| XVI  | 2011 | Guadalajara       | Messico         |
| XVII | 2015 | Toronto           | Stati Uniti     |
| XVII | 2019 | Lima              | Perù            |

## Medagliere storico
| Posiz. | Nazione           | Oro | Argento | Bronzo | Totale |
| ------ | ----------------- | --- | ------- | ------ | ------ |
| 1      | Stati Uniti       | 299 | 256     | 183    | 738    |
| 2      | Cuba              | 137 | 124     | 108    | 369    |
| 3      | Brasile           | 62  | 57      | 69     | 188    |
| 4      | Canada            | 55  | 71      | 87     | 213    |
| 5      | Messico           | 55  | 48      | 39     | 142    |
| 6      | Giamaica          | 28  | 31      | 28     | 97     |
| 7      | Argentina         | 16  | 18      | 26     | 60     |
| 8      | Cile              | 12  | 11      | 19     | 42     |
| 9      | Colombia          | 11  | 17      | 33     | 61     |
| 10     | Ecuador           | 10  | 8       | 5      | 23     |
| 11     | Bahamas           | 6   | 14      | 12     | 32     |
| 12     | Venezuela         | 5   | 11      | 13     | 29     |
| 13     | Perù              | 5   | 4       | 6      | 15     |
| 14     | Trinidad e Tobago | 3   | 12      | 13     | 28     |
| 15     | Guatemala         | 3   | 5       | 8      | 16     |
| 16     | Rep. Dominicana   | 3   | 4       | 11     | 18     |
| 17     | Costa Rica        | 2   | 1       | -      | 3      |
| 18     | Saint Lucia       | 2   | -       | 3      | 5      |
| 19     | Porto Rico        | 1   | 6       | 11     | 18     |
| 20     | Grenada           | 1   | 3       | 2      | 6      |